# 白渡镇
白渡镇是中国广东省梅州市梅县区下辖的一个镇，位于梅县区东北部，距梅州市梅江区24公里,总面积187平方公里，辖25个行政村和1个居民委员会，常住居民人口约为2.7万人。白渡镇出产有驰名海内外的白渡牛肉干等传统特色食品。此外，白渡镇还是清代中叶岭南第一才子、杰出诗人、著名书法家—宋湘的故乡。2002年全镇工农业总产值3.28亿元。

## 行政区划
- 居民委员会：白渡居民委员会
- 村落：江南村、梅大村、公珠村、长田村、创乐村、赋梅村、白渡村、蔚彩村、蕉南村、沙坪村、瓜洲村、罗寨村、建桥村、悦一村、汶水村、悦来村、三和村、半步村、桃柳村、峰溪村、嵩溪村、径口村、嵩灵村、凤岭村